# Говора (Олт)
Говора (рум. Govora) — село у повіті Олт в Румунії. Входить до складу комуни Бобічешть.
Село розташоване на відстані 157 км на захід від Бухареста, 19 км на захід від Слатіни, 26 км на північний схід від Крайови.

## Населення
За даними перепису населення 2002 року у селі проживали 98 осіб, усі — румуни. Усі жителі села рідною мовою назвали румунську.